# 豹紋守宮
豹紋守宮（学名：Eublepharis macularius）又稱豹紋擬蜥、豹紋壁虎，因身體上的花紋類似豹紋而得名。廣泛分佈於中亞地區，一般生活在乾旱的灌木林裡，多以昆蟲為食。近年來，一些青少年越來越喜歡飼養爬蟲類的寵物，而蛇、蜥蜴、壁虎等爬行動物也成為了熱門寵物。豹紋壁虎體色奇特、性格溫馴，因此成了一些寵物愛好者的理想選擇，由於不少不法商人捕捉豹紋壁虎到寵物市場上出售，加上產地的灌木林不斷被人類破壞，使豹紋壁虎的生存出現了危機。
豹紋守宮是地棲性和晨昏性的蜥蜴，通常能在亞洲的高原地區和阿富汗到北印度一帶被發現，不像大部分的守宮，豹紋守宮具有可活動的眼瞼，由於牠們的爪並沒有吸盤，故此也不能夠爬到高處。它已經發展成一種能夠以人工飼養的寵物。

## 分類
豹紋守宮第一次被描述是由動物學家愛德華·布萊思在1854年以Eublepharis macularius的學名描述。屬名Eublepharis是希臘文的混合字，「eu-」代表「好的」和「-blepharos」 代表「眼瞼」， 擁有眼瞼是豹紋守宮的特徵，也是區分它和其他亞科的守宮的方式，他們的足也缺少像壁虎的奈米結構，皮膚不光滑、崎嶇和晨昏性的習性。種小名macularius 則是從拉丁文中的「macula」意思是「斑點」、「污漬」，形容本種生物天然的斑點狀斑紋。 豹紋守宮和很多守宮都具關聯，如肥尾守宮和banded守宮。Eublepharis屬下有4個物種，其中一種曾被分類為另一種的亞種，因此，豹紋守宮有5個亞種。

## 分布
豹紋守宮的原棲地是岩地、乾草原和南亞（阿富汗、巴基斯坦、西北印度和伊朗的部分地區）的沙漠地區。這些地區冬季的溫度可以到10°C（50 °F）以下，使的地底下的動物進入半冬眠狀態(brumation)，單純靠儲存的脂肪存活。豹紋守宮是晨昏性的爬蟲類，他們白天在巢穴中休息，並等到黃昏或清晨，等到溫度適宜的時候活動。豹紋守宮獨來獨往，而且通常不會和其他動物同居(除繁殖外不與其他同類來往，雄性之間也會因爭奪地盤而激烈衝突)。

## 食性
豹紋守宮會取食於蟋蟀、蟑螂、麵包蟲、大麥蟲和其他昆蟲。在人工飼養環境下，大部分的個體偏好於自己獵食，大部分的豹紋守宮拒絕進食屍體。蟋蟀是人工飼養環境下最普遍的食物，豹紋守宮可以在飼養區中獵食蟋蟀就像他們在天然棲地中一般，麵包蟲或是杜比亞蟑螂(或是其他蟑螂)也是常見的食物來源。當食物短缺，他們可以依靠平時儲存在尾部中的脂肪度過。人工飼養時，補充鈣和維他命D3很重要。他們在自然環境中如何取得鈣和D3還不明確，不過他們有可能是透過取食多變化的獵物，如蛾、蜘蛛、螞蟻和其他昆蟲來獲得。但是在人工飼養下，完整複製他們在野外的食物是近乎不可能的，所以用已知富含最多養分的昆蟲，佐以鈣粉和維他命D3，有時甚至會餵食昆蟲特定食物來提高養分。豹紋守宮填滿肚子前會持續進食，而剩下來的昆蟲會對豹紋守宮造成一些麻煩，尤其是蟋蟀會嚙咬守宮的尾巴。豹紋守宮利用敏銳的嗅覺和視覺在野外中尋找獵物，他們會像其他蜥蜴一樣慢慢靠近獵物，搖動尾巴，並在準備好時出擊。

## 特徵

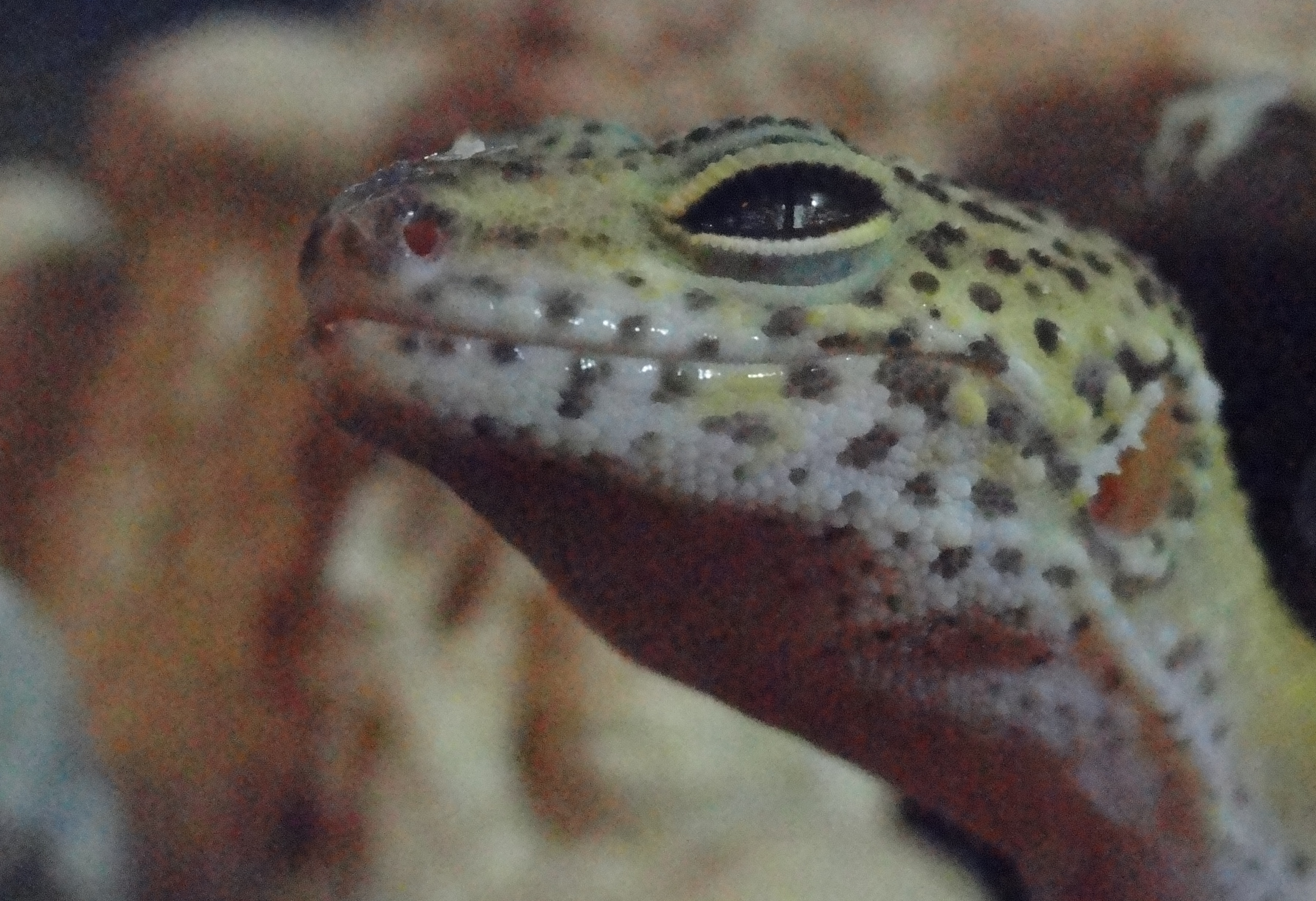
幼體豹紋守宮的近照

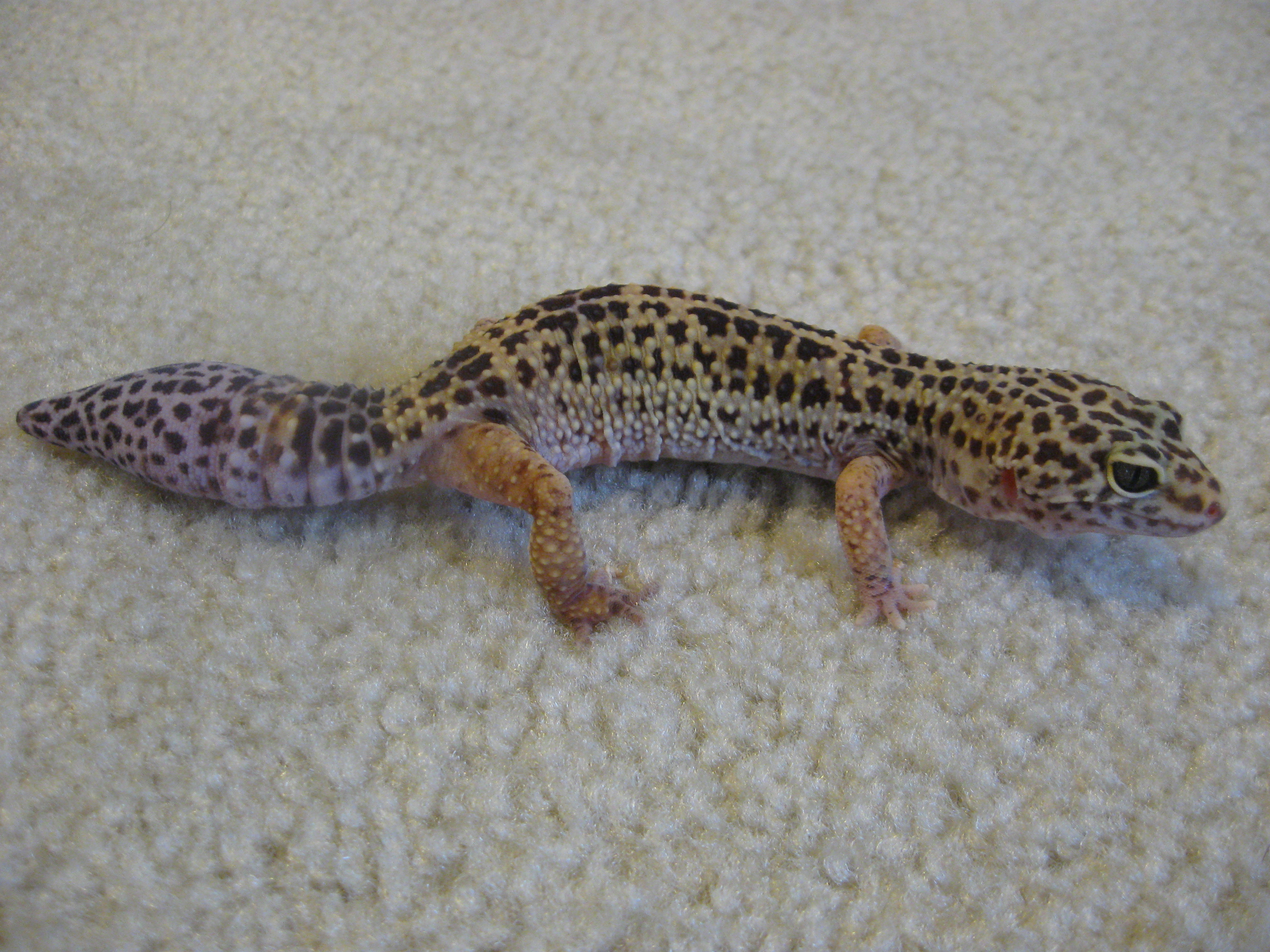
一隻擁有再生尾的守宮

豹紋守宮的體型比其他的守宮物種還要大，剛孵化的個體大小通常介於6.5到8.4CM(2.6到3.3英吋)，體重大約是3公克，成體大約是20.5到27.5CM(8.1到10.8英吋)，體重則是45到65公克。野外的個體體色通常較為暗沉、灰暗、黃褐，人工飼養的個體則不然。人工飼養的個體通常都是特別培育的品系，無論是顏色或是斑紋。豹紋守宮的皮膚非常堅韌，可以保護他們免於粗砂粒和岩地的傷害，也就是他們原生棲地的乾燥環境，他們的背部布滿小隆起，讓他們的背部顯得粗糙，然而腹部皮膚則是透光、薄、光滑。如同所有的爬蟲類一般，豹紋守宮會蛻皮，在脫皮前幾天，她的皮膚會從原本的顏色變成透明的灰白色。成體平均一個月脫一次皮，幼體脫皮頻率較高，有時候甚至一個月會脫兩次。守宮會把脫下來的舊皮吃掉，露出底下那層鮮豔的皮膚。關於守宮吃掉自己舊皮的理論有二 : 在野外吃掉自己的舊皮來隱藏自己的行蹤；另一理論則是舊皮能提供蛋白質和其他維他命。
豹紋守宮是外溫動物，他們在白天，在他們睡眠時吸收溫度和能量好在夜間狩獵並消化食物。他們的腿較短，使得他們迅速又敏捷，他們的指爪讓他們能夠爬上枝條和岩石。豹紋守宮的頭部兩側有開孔，也就是耳孔，耳孔有一層鼓膜包覆和保護，他們透過耳孔來定位獵物。健康的豹紋守宮的尾巴粗且厚；細細的尾巴代表豹紋守宮不健康。在人工飼養下，可以透過餵食蠟蟲(蠟蛾的幼蟲)來加粗他的尾巴，但是蠟蟲通常含有太多的脂肪，不能夠充分提供守宮需要的養分。豹紋守宮也可以餵食乳鼠(日齡大)來加粗尾巴，但就如同蠟蟲，乳鼠的養分較單一，營養價值較低。專業的繁殖者建議餵食豹紋守宮裹上營養粉末的蟋蟀。守宮的尾巴斷落後可以再生，然後再生尾顯得較為短胖，而且永遠不會和最初的外表相同。

Eublepharis屬和其他守宮不同，他們的腳趾上沒有奈米結構，所以牠們無法爬上牆壁等光滑的表面。

### 牙齒
Leopard geckos are polyphyodonts and able to replace each of their 100 teeth every 3 to 4 months. Next to the full grown tooth there is a small replacement tooth developing from the odontogenic stem cell in the dental lamina.
豹紋守宮是polyphyodonts的，意思是他們終生換牙，他們平均3到4個月會換掉100顆牙。在完全發育的牙齒旁邊有正在發育的牙齒，正在發育的牙齒是由牙髓層中的生牙幹細胞產生。

### 尾巴
豹紋守宮受到傷害時尾巴常常首當其衝。當尾巴受到嚴重傷害時，他的尾巴會縮小，直到受傷的部位脫落。如果狀況迫使尾巴脫落，他也會變小。

## 色素細胞和顏色表現

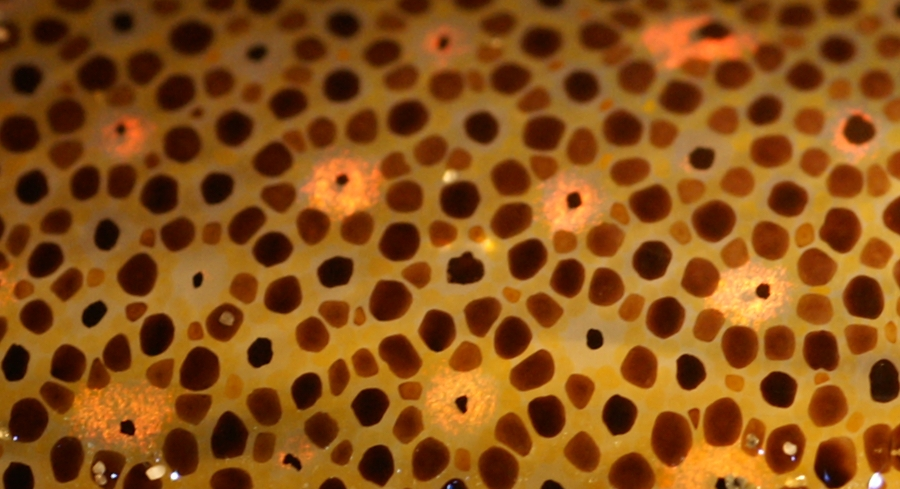
An example of a group of chromatophores.

豹紋守宮的基底顏色分布由黃色到棕橘色，全身或半身被斑點覆蓋。他們的顏色由色素細胞提供，這些細胞存在於大量的的爬蟲類、兩棲類、鳥類和某些昆蟲之中。色素細胞基於他們提供的顏色又可以細分為多種，包括xanthophores(黃色)、erythrophores(紅色)、iridophores(虹色)、leucophores(白色)、melanophores(黑色)和cyanophores(藍色)。野外的豹紋守宮皮膚包含黃色和黑色，也就是xanthophores和melanophores，經過人工培育的品種可能有紅色和白色，也就是erythrophores和leucophores。

## 防禦機制
豹紋守宮的天敵有蛇、狐狸和其他大型爬蟲類。豹紋守宮敏銳的聽覺和視覺在夜間能夠幫助他們逃離天敵。除了他們優秀的視覺和聽覺外，皮膚能夠隱藏他們的行蹤。豹紋守宮的味覺和嗅覺也能幫助他們生存。他們在日間會待在地洞中，避開高溫同時也避免被吃掉。豹紋守宮也具有自行脫落尾巴的能力，當受到攻擊、尾巴被抓住、交配時被啃咬或是在餵食時被另一隻咬住，這種行為稱為尾部自割，尾部脫落後能夠抽動三十分鐘之久，讓豹紋守宮能逃離獵食者。尾骨骨折使得尾巴能快速脫落，血管快速收縮使守宮免於失血過多的危險。尾部自割對守宮造成極大的生存壓力，因為守宮會將脂肪儲存在尾部。一旦尾部自割，守宮會立刻重新生長他的尾巴。失去尾巴會增加守宮患病的機會，在極少數的情況還會造成死亡。再生尾的顏色通常和舊尾相同，但是花紋會相異；和舊尾比起來，新尾較光滑、缺乏硬度，也比較短。再生尾通常比舊尾短且肥。

## 雌雄二形性

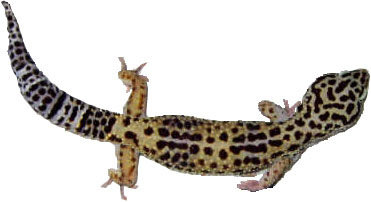
A small female

雌雄二形性的定義為同一物種雄性和雌性的表形差異。雌雄二形性可在動物中被普遍發現，如同豹紋守宮和其他爬蟲類，它存在於成年的雄性與雌性個體中，但在幼年個體中則難以分辨。可以從腹面決定豹紋守宮的性別，雄性具有肛前孔和兩個凸囊，雌性則具有較小的孔且不具凸囊。
雄性能夠藉由嗅聞其他豹紋守宮皮膚上費洛蒙的味道來分辨性別。在求偶期間，雄性會對其他雄性表現出侵略性，雄性會將自己從地面舉起，並張開四肢、弓起背，露出舌頭。接著會短衝刺並快速又有力的啃咬對方，此舉經常能劃破對方的皮膚，偶爾還會造成嚴重的傷害。在脫皮前或後，雄性也會持續表現出發情的行為。

## 繁殖
豹紋守宮由溫度決定子代的性別，研究指出，當溫度較低(26–29 °C [79–84 °F])或是較高(34–35 °C [93–95 °F])時較易產生雌性；雄性則在適中的溫度(31–33 °C [88–91 °F])較易產生。性別決定是在胚胎發育的前兩週決定。出生在較高溫度的雌性行為上和荷爾蒙上與出生在較低溫度的雌性不同，高溫出生的個體行為較為侵略性。他們被暱稱為"hot female"，且通常不被拿來繁殖。
豹紋守宮的繁殖季通常是夏季。雌性能夠在繁殖季時儲存精子，因此能夠只交配一至二次卻繁殖最多三窩蛋，因此，在首次和第二次之後的交配往往會無效。雌性成功受精後會需要大量的鈣質來確保卵殼能成功成形。雌性能夠繁殖6到8窩蛋，每窩蛋包含2顆蛋。他們通常會在交配後的21到28天內產卵。45到60天後，蛋殼上會出現水珠，蛋殼會開始縮水並部分裂開，這些是代表蛋會成功孵化的指標。豹紋守宮寶寶有一個破殼齒(egg tooth)，吻端上一個鈣質化的突起，來幫助他破殼而出。破殼齒會在1到2天內脫落。除此之外，他們通常會在孵化後24小時內脫皮。剛孵化的豹紋守宮在首次脫皮前不會進食。

## 疾病
人工繁殖的豹紋守宮沒有帶原任何會傳染給人類的疾病。沙門桿菌(Salmonella)的問題也不存在，因為豹紋守宮生長在乾燥的環境，而沙門桿菌只在不衛生環境下飼養的水生或半水生物種中才出現。然而，有幾種常見的疾病是豹紋守宮可能會罹患的。
- - 腸胃炎(Gastroenteritis)，由不衛生環境中的細菌或原生動物(特別是隱孢子蟲Cryptosporidium)引起，可以引起症狀如腹瀉。因此，豹紋守宮可能會水便或血便的情狀。正常情況下的糞便是乾燥、形狀完整且有一小塊白色部分的。腸胃炎是傳染性的，而且可以很容易的傳染。其他症狀包括體重下降、尾巴瘦小、消化不完全。如果沒有治療，守宮會開始拒食、脫水、骨瘦如柴，還可能會死亡[4]。
  - 代謝性骨病(Metabolic bone disease或MBD)是缺乏鈣質和維他命D3造成。鈣質和維他命D3對成長過程中的骨頭形成和懷孕雌性形成卵殼的過程中扮演重要的角色。罹患代謝性骨病的豹紋守宮可以會有虛弱、骨頭海綿化、四肢和脊椎畸形(扭曲或是顫抖)、缺乏食欲等症狀。治癒本疾病很困難[4]。
  - 厭食症(Anorexia)可能由壓力、不衛生環境、營養失衡或其他疾病引起。罹患厭食症的守宮瘦小、尾巴細弱、變得虛弱且懶散、拒食，如果沒有仔細照顧可能導致死亡[4]。
  - 脫皮障礙(Dysecdysis)是由於缺乏營養、水分、濕氣、疏於照顧導致脫皮發生困難。沒有完全脫落的皮會乾去並貼在身體的各個部位，如頭、眼睛、四肢和尾巴。罹患此症狀的豹紋守宮可能會引發眼疾、行走困難和醒目的圍繞在四肢的乾皮。如果症狀沒被治療，可能導致感染[4]。
  - 豹紋守宮很可能患由肺中細菌感染引起的肺炎。如果環境太冷又潮濕。罹患肺炎的豹紋守宮鼻部會出現黏液泡沫且呼吸困難。此病症通常能透過提高環境溫度到28~29°C(82~85 °F)來治療[4]。
  - 沙子的影響和器官脫垂偶爾會發生。起因可能是豹紋守宮誤食沙子或底材[4]。

- - Glaxemiona是一種罕見的心臟疾病，可能由不衛生環境、傷口接觸空氣引起的感染造成。此疾病可以在附近區域傳染，但無法傳播到遠處。罹患疾病通常在2周內就會死亡。症狀有拒食、行為被動、顫抖和看起來虛弱。

## 寵物與豹紋守宮
豹紋守宮為熱門的蜥蜴寵物之一，他們很有可能是首種被圈養的蜥蜴物種。嬌小體型與高環境穩定性和相對起來容易照顧的特點使他們成為很適宜的入門物種。他們在人工飼養環境下也很容易繁殖，因此現今市面上販售的幾乎都是人工繁殖而不是野生捕捉的個體。透過人工繁殖，不同的顏色和花紋、體型差異被揀選出來。常見的基因有以下:
隱性基因:
川普白化(Tremper Albino)、貝爾白化(Bell Albino)、雨水白化(Rainwater／Las Vagas Albino):常見三大白化選育到極致時難以用肉眼分別，因此在繁殖的過程中應儘量避免白化互配，減少不利於選育的情況。
暴風雪(Blizzard):造成體色單一。通常是白色、黃色或是灰色。
日蝕(Eclipse):會有白鼻頭白手腳的特徵，體色會稍微變淡。同時也會造成眼睛會有不同的表現:一般眼、蛇眼和全黑眼。(其中一般眼和蛇眼是全黑眼退掉，只要眼睛有一點黑色紋路即代表有日蝕基因)
墨菲無紋(Murphy Patternless):年幼身體紋路如同下雨時的玻璃窗戶上的水痕，大多數個體長大會呈現無紋的表現。和無紋是不一樣的基因。
由於很多品種基因不相連，所以有很多種組合方式，如無紋和馬克雪花白化。無紋、hypomelanistic和暴風雪品種主要牽涉到黑色素的減少或缺乏。巨人為體型上的品種，巨人的體型明顯大於普通的守宮。叢林品種牽涉到黑色區域圖形的排列方式。雪花品種通常擁有正常的黑點，但是少量或缺少黃色素。橘化品種在身體的部分區域有橘色色素，通常是在頭部或尾巴。
豹紋守宮是食虫动物，以蟋蟀和麵包蟲等昆蟲为食。不像其他常见的蜥蜴宠物（如鬆獅蜥），豹紋守宮不食植物。